# サポート詐欺

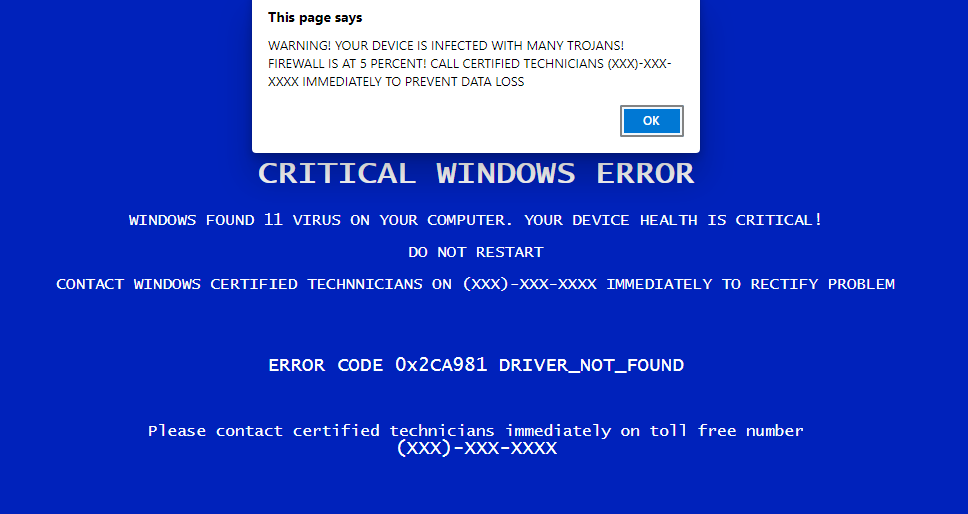
サポート詐欺に使用されるポップアップの例。深刻なエラーが発生しているように見せかけている。

サポート詐欺（サポートさぎ、英: tecnical support scam、tech support scam）とは「偽のエラーメッセージ」をポップアップ広告で表示させる、あるいは、詐欺師の運営するウェブサイトに掲載された「偽のヘルプデスク」の広告を通じて、正規のテクニカルサポートを装い行われる詐欺の一種。技術サポート詐欺、テクニカルサポート（テクサポ）詐欺ともいわれる。警視庁では、特殊詐欺の手口の一つである架空料金請求詐欺の一つと定義している。
サポート詐欺は、ソーシャル・エンジニアリングなどの様々な信用詐欺の手法を用い、実際には問題がない状態であったとしても、被害者のコンピュータや携帯機器にマルウェア感染といった問題が発生していると信用させ、その後、詐欺師が主張する「嘘の問題」を解決するため、費用を支払うよう説得が行われる。支払いには、追跡が困難、かつ、消費者保護が未整備で被害者からの返金請求が難しい手段が用いられ、一般的にはギフトカードが利用される。
サポート詐欺は、古くは2008年に発生したことが確認されている。2017年に行われた調査では、詐欺で使用されたIPの位置情報取得（ジオロケーション）が行われ、追跡可能なIPの85%がインド、7%がアメリカ合衆国、3%がコスタリカのものであると判明した。また、調査では、ミレニアム世代とジェネレーションZの世代がサポート詐欺への遭遇率が最も高く、シニア世代が被害を受ける割合が最も高いことが示された。2021年10月、ノートンは、消費者に対するフィッシング詐欺における最大の脅威として、サポート詐欺の名前を挙げた。マイクロソフトの調査では、調査に参加した消費者の60%が、過去12か月以内にサポート詐欺に遭遇していたことを明らかにしている。こうした詐欺行為に対抗して、コールセンターを運営する企業への民事訴訟や、詐欺師に騙されたふりをして情報収集、または、嫌がらせを行うScam baitingと呼ばれるネット自警行為が行われている。

## 手法
サポート詐欺は、ソーシャル・エンジニアリングを用いて、被害者のデバイスがマルウェアに感染していると信じ込ませる手法である。先ず、詐欺師は、様々な信用詐欺の手法を用いて、デバイスにリモートデスクトップのソフトウェアをインストールするように指示し、被害者のデバイスをコントロールできるように誘導する。その後、デバイスをコントロール下に置くと、イベント ビューアのようなWindowsコンポーネントやユーティリティを様々に展開させる。偽装セキュリティツールといったサードパーティーのユーティリティソフトウェアをインストールする。また、別のタスクを実行して見せるといった工作を重ね、コンピュータウイルスへの感染といった、コンピュータに修復が必要な危機的問題が発生していることを被害者に信用させる。最終的には「問題」を解決するための費用の支払いを要求する。そういった支払い方法には、アマゾンギフトカードといったプラスチック製のギフトカードの番号を教えるように迫ってくる。
様々な人がターゲットとされているが、マイクロソフトの調査では、ミレニアム世代やジェネレーションZの世代がサポート詐欺に最も多く遭遇していることが示され、また、アメリカの連邦取引委員会は、サポート詐欺で被害にあう可能性が最も高いのはシニア世代であることを明らかにした。

### 展開
サポート詐欺の展開方法には様々な種類がある。別のパターンでは、ウイルス感染したウェブサイトのポップアップ広告の利用、また、主要ウェブサイトへのサイバースクワッティングを介して始まり、ブルースクリーンのような正規のエラーメッセージと似たポップアップを表示し、被害者のウェブブラウザをフリーズさせる。そして、エラーの修正には、記載した番号への電話が必要であると、ポップアップによる指示がなされる。他にも、サポート詐欺は電話勧誘により行われることもある。これは、マイクロソフトやAppleなどの正規のサードパーティーに関連していると主張するロボコールによって行われることが多い。さらに、サポート詐欺は主要な検索エンジンのキーワード広告（検索連動型広告）を利用し、「マイクロソフトサポート」などのキーワードを購入することで、被害者を集めることもある。こういった広告をクリックすると詐欺師の電話番号が記載されたウェブページへと誘導される。

### 信用詐欺
詐欺師に連絡をすると、通常、TeamViewer、AnyDesk、LogMeIn、GoToAssistといったリモートアクセスプログラムをダウンロードし、インストールすることを要求される。その後、遠隔操作に必要な認証情報を提供するように被害者を説得し、デバイスを完全にコントロールすることを目論む。
詐欺師がデバイスへアクセス可能になると、被害者に対し、コンピュータに問題が生じており修理が必要であると信じるように誘導する。多くの場合、これはブラックハット・ハッカーの仕業であるという設定で行われる。詐欺師は様々な方法を駆使し、ウイルスやマルウェア感染の証拠として、一般的なWindowsツールやSystemディレクトリの内容や意味について虚偽の情報を伝える。つまり、この手法は、管理ツールの操作に慣れていない、初心者や、シニア層の人をターゲットとすることを意図している。次に、詐欺師は自らのサービスやソフトウェアの費用を請求する。これらは「修復」もしくは「駆除（削除）」のためであると詐欺師により主張されるが、実際には、マルウェアや他の被害を引き起こすソフトウェアをインストールしたり、あるいは、全く何もしないこともある。
サポート詐欺には以下のような手口が利用される。
- 様々なイベントのログが表示されるWindowsイベントビューアへの誘導を行う。実際にはあまり影響のない通知であるにもかかわらず、警告やエラーの表示がなされたログを指し、マルウェア感染やコンピュータの破損が発生しているため「修復」が必要であると主張する[7][21]。
- WindowsのPrefetchフォルダ（en:Prefetcher）やTmpフォルダなど、独特の名前のファイルが格納されているフォルダを示して、これがマルウェア感染の証拠であると主張する。この際、実際には無害なバイナリファイルであるにもかかわらず、これらのファイルをメモ帳を開き、文字化けした情報が表示されたものをマルウェアによるファイル破損の証拠であると偽る[21]。
- Windowsのシステム構成ユーティリティ上で無効になっているWindowsサービスを示し、実際には無効になっていても問題ないにもかかわらず、システムに問題が発生している証拠であると主張する[7]。
- cmd.exe（コマンドプロンプト）を悪用する場合がある。一例としては、dir /sやtree（英語版）といったコマンドで、ファイルやディレクトリのリストを呼び出す。これらのコマンドにはリスト表示以上の機能はないが、実行中のジョブをマルウェアのスキャンであると偽り、ジョブ終了時に「trojans found（トロイの木馬ウイルスが検出されました）」などと打ち込みエラーメッセージを装う[7]。
- レジストリの「値の設定なし」や保存されている値が有害なものであると偽る[7]。
- Windowsの機能と紐づけられたUUIDが使われることもある。ZFSendToTarget=CLSID\{888DCA60-FC0A-11CF-8F0F-00C04FD7D062}を表示するため、cmd.exeでシステム上のファイルの関連付けをリストを出力するassocのコマンドを入力させる。このIDはすべてのWindowsで共通だが、デバイス固有の一意のIDであると偽って、デバイスの正規のサポート会社であるとの「真正性」を主張したり、更新が必要なセキュリティIDであると主張を行う[22][23][24]。
- 問題はハードウェアやソフトウェアの保証の有効期限が切れていることに起因するため、解決のため「更新料」を支払うように主張する[21][25]。
- cmd.exeでnetstatコマンドを使用し、ローカルアドレスと外部アドレスといったIPアドレスを表示させ、デバイスにアクセスしたハッカーのものであると偽る[26][27][28]。
- rundll32.exeなどのWindowsの正規のプロセスをウイルスであると主張する。このケースでは多くの場合、ウェブ上でWindowsプロセスに関する記事を検索し、そのプロセスがマルウェアの一部であるとの可能性を記述した部分だけをクローズアップする[7]。

### 支払い
サポート詐欺では、ギフトカードによる支払いが好んで利用される。これは、すぐに購入することができ、被害者からの返金請求が可能な消費者保護が未整備なためである。加えて、ギフトカードであれば、詐欺師は匿名を保ったまま、お金を素早く掠め取ることが可能である。他にも暗号通貨、小切手やAutomated clearing houseを通じた振込も使用される。
指示に従わずに支払いを拒否した場合、詐欺師は被害者を侮辱したり、脅迫して支払うように脅すことが知られている。詐欺師による脅迫には、当人やその家族に対しての、窃盗、詐欺、恐喝といった犯罪予告から、レイプ、果ては殺人にまで及ぶ。カナダ人のヤコブ・デュリスは、詐欺師に対し、ターゲットに自らを選んだ理由を尋ねた際、「この国（インド）を旅行するアングロ人は、細かく切り刻まれて川に投げ捨てられた。」という犯罪予告で殺害を示唆されたとカナダ放送協会（CBC）に語った。詐欺師は、被害者が非協力的であった場合、Syskeyユーティリティや、インストールしたサードパーティーのアプリケーションを利用して、被害者をデバイスから締め出し、コンピュータの制御に必須のドキュメントやプログラムを削除し、支払わなければならない状況を作り出そうとする。

### 影響
2021年6月、マイクロソフトはYouGovに依頼し、16か国におけるサポート詐欺と消費者への影響を調査した。調査では、参加した消費者の約60%が過去12か月以内にサポート詐欺に遭遇したことが明らかとなった。詐欺被害者1人当たりの被害額の平均は200ドルに及び、多くの被害者は、サポート詐欺によりお金をだまし取られた後、他の詐欺師からの接触が増えたと報告している。
2021年10月、セキュリティベンダーのノートンは、消費者に対するフィッシング詐欺の最大の脅威としてサポート詐欺の名を挙げ、2021年7月から9月の3か月間で、1,230万件を超えるサポート詐欺のURLをブロックしたことを明らかにした。

## 起源と分布
サポート詐欺は、2008年に初めて記録された。アメリカ、カナダ、イギリス、アイルランド、オーストラリア、ニュージーランド、インド、南アフリカなどの様々な国で確認されており、日本国内においても、2016年頃からサポート詐欺による被害が顕著となっている。
2017年、NDSSシンポジウムで発表されたサポート詐欺の調査では、位置情報取得（ジオロケーション）が可能なIPのうち、85%がインド、7%がアメリカ合衆国、3%がコスタリカのものであると判明した。
インドでは、百万人単位の英語話者が、就職先が少ないことによる就職難に直面している。こうした高い失業率が、比較的高収入を得られることが多い、サポート詐欺の仕事(闇バイト)へ誘引される要素となっている。加えて、詐欺師は就職を渇望する人々に仕事を提供するという行為で、この就職難を悪用している。就職希望者のほとんどは、自らがサポート詐欺の仕事に応募し、トレーニングを受けていることを意識しておらず、また、仕事を辞めて転職するには手遅れだと感じるため、多くの人は仕事の本質に気が付いても、就業し続けることを決断する。つまり、サポート詐欺への就労者は、仕事の継続と失業の選択を余儀なくされている。そういったサポート詐欺師の中には、金銭的余裕のある裕福層をターゲットと確信することで、良心の呵責から逃れようとする人がいる一方、楽に稼げる仕事だと考える人もいる。

## 対応
サポート詐欺を実行する一部の企業に対し、法的措置が取られた。2014年12月、マイクロソフトは、カリフォルニア州に所在するサポート詐欺の会社を「マイクロソフトの名称および商標の不正利用」や「被害者のコンピュータに有害なソフトウェアをインストールし、セキュリティ上の問題を発生させたこと」により提訴した。2015年12月、ワシントン州は、自らの診断ソフトの販売のため、消費者の恐怖心を煽る目的で、詐欺や偽計行為があったとして、iYogiを提訴した。
2011年9月、マイクロソフトは、電話勧誘によるサポート詐欺に関与しているとの告発を受け、ゴールドパートナー企業のComantraに対し、マイクロソフトパートナーネットワークの認定を取り消した。
Microsoft Bingは、キーワード広告（検索連動型広告）による偽のテクニカルサポートへのプロモーションを制限するため、合法か詐欺かに関わらず、あらゆるサードパーティ製品のテクニカルサポート広告を停止する措置を行っている。2018年、Googleは、Google 検索における偽のテクニカルサポート広告を排除するための、新たな検証システムの導入を発表した。

### Scam baiting
サポート詐欺は、YouTubeのようなオンラインプラットフォーム上に動画をアップロードし、詐欺の認知度の上昇を目指す個人によるScam baitingにおいて、定期的に標的とされている。Scam baitingの目的は、詐欺師の時間を奪い、潜在的な被害者を減らすことで、詐欺師に不利益をもたらすことである。
また、仮想機械上に、クレジットカード情報や個人情報に偽装した、ダミーファイルやマルウェアを仕込んでおき、サポート詐欺による情報の窃盗の暴露を目的とする行為がなされることもある。